# VIVA Polska
VIVA Polska — бывший музыкальный (до 1 июля 2015 года — развлекательный) телеканал, вещавший в Польше. Начал вещание 10 июня 2000 года и прекратил 17 октября 2017 года. Владельцем телеканала был холдинг Viacom (MTV Networks). Заменён на MTV Music Polska.

## История
- В июне 2000 года холдинг VIVA MEDIA AG создаёт польскую версию популярного немецкого телеканала VIVA. В 2000 году телеканал вещал 6 часов в сутки. Регулярные трансляции VIVA Polska на спутнике Hotbird начались со 2 января 2001 года. Тогда вещание выстраивалось по следующей схеме: программы VIVA Polska транслировались с 11:00 до 19:00 (время Варшавское), всё остальное время (с 19:00 — до 11:00 следующих суток) велась прямая трансляция немецкой VIVA. Затем к лету 2001 года польские блоки были расширены на 3 часа (транслировались уже с 11:00 до 22:00)[5].
- С 13 ноября 2001 года по 11 марта 2002 года телеканал вещал только в пакете польского спутникового телевидения Cyfra+ (кодировка CryptoWorks). 12 марта 2002 года VIVA Polska вышла из его состава и начала вещать в открытом виде[5].
- С 1 апреля 2002 года время вещания VIVA Polska увеличилось до 24 часов в сутки[5].
- До конца июня 2004 года, пока VIVA Polska не была выкуплена у VIVA MEDIA AG холдингом Viacom[6], на канале чаще звучала европейская музыка, но с приходом Viacom сетка вещания кардинально изменилась и на канале стала чаще преобладать западная американская музыка[7].
- 1 декабря 2005 года произошёл ребрендинг телеканала в связи с его уходом на транспондер Viacom на спутнике Hot Bird 13A (13.0°E). Разрешение канала изменилось с 720х576 на 480х576[8]. Появилась реклама sms-услуг в нижней части экрана. В этом же месяце телецентр канала был перенесён в Лондон.
- 17 мая 2006 года на телеканале появилось первое интерактивное шоу VIVA Quiz, которое транслировалось каждую ночь. После двух недель его трансляции это шоу было снято с эфира. Оказалось, что зрители не проявили большого интереса к такому роду развлечений, а производство каждого выпуска шоу было сложным (так как студия, в которой снимались выпуски, находилась в Мюнхене).
- 16 июня 2008 года телеканал сменил разрешение с 480x576 на 544x576.[9]
- 22 июня 2009 года на канале стартовал новый графический дизайн, состоящий из 6 основных цветов (розового, голубого, зелёного, серого, оранжевого и жёлтого)[10]. Изменился способ отображения логотипа на экране.
- 26 августа 2009 года телеканал VIVA Polska прекратил трансляцию рекламы sms-услуг в нижней части экрана и запустила бегущие строки, относящиеся к самим музыкальным клипам[3]. Позже на телеканале возобновили трансляцию рекламы sms-услуг.
- 10 июня 2010 года телеканал отметил своё десятилетие[11]. В тот день на канале были плашки с названием клипа со словом 10 Lat и при смене цвета треугольного логотип через квадрат, в квадрате появлялся «торт» и «воздушные шарики» со словом 10 Lat (польск. «10 лет»).
- В апреле 2012 года телеканал сменил разрешение с 544х576 на 720х576[12].
- 3 июля 2012 года стало известно о переходе VIVA Polska на новый формат, который стартовал на немецкой VIVA 1 января 2011 года. В перерывах перед рекламой и после неё на канале анонсировался переход на новый остроугольный формат с 17 июля 2012 года, а также транслировалась реклама новых программ «Футурама» и «Webnieci», которые вышли в эфир с 17 июля 2012 года.
- 17 июля 2012 года в 6:00 по Варшавскому времени стартовала новая остроугольная VIVA Polska[13]. С этого же дня канал начал вещание в формате 16:9 с разрешением 720x576 и в закодированном виде, поэтому канал могли смотреть только польские зрители[14]. Телецентр был перенесён из Лондона в Амстердам (Нидерланды)[15]. Изменился логотип. Он теперь состоит из 4 остроугольных треугольников, в которых отображается «кусочек» изображения из клипа/программы, транслируемого(-ой) в данный момент времени. Телеканал стал более развлекательным и менее музыкальным, стал более похожим на немецкую VIVA.
- Осенью 2012 года на телеканале ещё больше уменьшилось музыкальное время. Были запущены программы Weekendowe Hirtorie и другие, рассчитанные на женскую аудиторию[16]. К середине осени музыкальное время составляло около 10-11 часов в сутки. Программы Futurama и Webnieci были сняты с эфира.
- С января 2013 года музыкальное время увеличилось до 16 часов в сутки[17].
- С августа 2013 года музыкальное время уменьшилось до 10 часов в сутки[17]. Музыкальные программы и блоки шли каждый день с 2 часов ночи до 12 часов дня (время варшавское)
- В конце 2013 года канал стал транслировать полнометражные фильмы ужасов. Фильмы выходили с пятницы по воскресенье в 22:00 и в 0:00 по варшавскому времени. Весной 2014 года они были убраны из сетки.
- 1 мая 2014 года стартовал очередной ребрендинг, направленный на сокращение музыкальных блоков. Эфир покинули: «Power Lista» (2005—2014), Hitlista, «100 % VIVA», «Planet VIVA» (2000—2014), «Mega Top 10» (2011—2014), «Top 5 Best of VIVA» (2011—2014), «Top 10» (2012—2014), «VIVA Top 5» (2011—2014). На канале осталось всего 3 музыкальных блока: «VIVA Sounds» (c 1 мая 2014 года), «Night Sounds» (c 1 мая 2014 года), «Ty wybierasz» (в переводе на рус. – «Ты выбираешь») (ex-Top 50, польский аналог «Your choise» на немецко-австрийской VIVA, стартовавший летом 2013 года). Появился новый слоган «Gramy Programme. Proste!» (в переводе на рус. – «Мы показываем передачи. Просто!»). По словам директора польского отделения Viacom, такой слоган говорит о том, что канал является не музыкальным, а развлекательным.
- 2 февраля 2015 года телеканал изменил сетку вещания, став более музыкальным (а именно — танцевальным) и менее развлекательным. Музыка на канале шла с 2:00 до 18:00 (время варшавское). На смену программам «VIVA Sounds» и «Night Sounds» пришли программы «VIVA Dance» и «VIVA Dance Mix». Еженедельный хит-парад «Ty wybierasz» теперь имел постоянную тематику — электронная танцевальная музыка. Также в эфир был добавлен еженедельный хит-парад свежей танцевальной музыки, состоящий из 12 мест — «Club Chart».
- С марта 2015 года на VIVA Polska больше не транслировались анонсы развлекательных программ, которые выходили на канале вечером и ночью. С этого месяца вместо этих анонсов транслировалась реклама сайта канала — www.viva-tv.pl, на котором можно было голосовать за любимые танцевальные клипы.
- 24 апреля 2015 года телеканал VIVA Polska избавился от развлекательных передач в пятничном и субботнем эфире, в результате чего по пятницам и субботам телеканал транслировал музыку в объеме 24 часа в сутки.
- С 1 июля 2015 года телеканал VIVA Polska стал музыкальным телеканалом, полностью избавившись от развлекательных программ[18].
- 17 октября 2017 года телеканал прекратил своё вещание и был заменён на MTV Music Polska[4].